# Манн, Пиппа
Пи́ппа Манн (англ. Pippa Mann, род. 11 августа 1983, Лондон, Большой Лондон, Великобритания) — британская автогонщица, известная по выступлениям в чемпионате IndyCar Series.

## Карьера

### Формула-Рено
Манн начала свою карьеру в 2003 году, подписав контракта на три гонки с Manor Motorsport для участия в зимней серии британской Формулы-Рено.
В 2004 году она подписала контракт с Team JVA и провела полный сезон. Она также участвовала в гонке европейской Формулы-Рено в Золдере. 
В 2005 году она подписала двухлетний контракт с командой Comtec Racing для участия в еврокубке Формулы-Рено, а также в гонках того же сезона в серии французской Формулы-Рено 2.0. В 2006 году она участвовала в чемпионате Великобритании Формулы-Рено 2.0, а также снова в Еврокубке за ту же гоночную команду Comtec Racing.
В январе 2007 года Манн подписала контракт с командой Cram by P1 Europe, став первой женщиной, участвующей в чемпионате Формула-Рено 3.5. В свой дебютный год ей удалось набрать очко и даже стартовать с поула. Она также участвовала в Формуле-Рено 3.5 в 2008 году, выступая за команду P1 Motorsport.

### Indy Lights
На сезон 2009 года Манн подписала контракт на участие в чемпионате Indy Lights, серии поддержки IndyCar Series, за команду Panther Racing. Во время своего дебютного сезона Манн несколько раз попала в топ-15, включая три результата в первой десятке. Однако по окончании сезона было принято решение закрыть команду Panther Racing в Indy Lights. В декабре 2009 года, решив остаться в Индианаполисе и найти место в другой команде, Манн подтвердила, что она присоединится к команде Sam Schmidt Motorsports в чемпионате Indy Lights 2010 года. В 2010 году она стала первой женщиной в истории чемпионата, стартовавшей с поула на трассе «Индианаполис Мотор Спидвей», кроме того, одержала свою первую победу на трассе «Кентукки Спидвей».

### IndyCar Series
1 марта 2011 года Манн впервые провела тесты за команду «Индикара» Conquest Racing на трассе Техас Мотор Спидвей. Впоследствии было объявлено, что она будет пилотировать машину этой команды № 36 в «500 милях Индианаполиса». Манн квалифицировалась на 32-м месте, став первой британкой, получившей право выйти на старт. За время гонки она поднялась на 20-е место, несмотря на механическую проблему с подачей воды, из-за которой она страдала от обезвоживания. Впоследствии 13 августа она попала в аварию во время тренировки на трассе Нью-Хэмпшир Мотор Спидвей, получив перелом концевой пластины седьмого шейного позвонка, но 2 октября смогла принять участие в Kentucky Indy 300. В гонке на трассе в Лас-Вегасе она попала в аварию из 15 машин, которая унесла жизнь Дэна Уэлдона. В этой аварии Манн получила ожоги левого мизинца.
В 2012 году Манн вела переговоры с командой Dale Coyne Racing насчёт участия в «500 милях Индианаполиса», но в итоге подписала контракт с этой командой на 2013 год. В этой гонке она была классифицирована 30-й, пройдя лишь 46 кругов из 200. Кроме того, в сезоне 2013 года она провела за команду Дейла Койна ещё три гонки на овальных трассах.

## Результаты выступлений

### Общая статистика
| Сезон | Чемпионат                                | Команда                        | № машины | Гонки | Победы | Поулы | Быстр. круги | Очки | Место |
| ----- | ---------------------------------------- | ------------------------------ | -------- | ----- | ------ | ----- | ------------ | ---- | ----- |
| 2003  | Зимний чемпионат британской Формулы-Рено | Manor Motorsport               |          | 3     | 0      | 0     | 0            | 3    | 22    |
| 2004  | Британская Формула-Рено                  | Team JVA                       |          | 17    | 0      | 0     | 0            | 14   | 34    |
| 2005  | Французская Формула-Рено 2.0             | Comtec Racing                  |          | 12    | 0      | 0     | 0            | 1    | 21    |
| 2005  | Еврокубок Формула-Рено 2.0               | Comtec Racing                  | 5        | 15    | 0      | 0     | 0            | 0    | НК    |
| 2006  | Еврокубок Формула-Рено 2.0               | Comtec Team                    | 1        | 14    | 0      | 0     | 0            | 0    | НК    |
| 2006  | Британская Формула-Рено                  | Comtec Racing                  |          | 16    | 0      | 0     | 0            | 87   | 19    |
| 2007  | Формула-Рено 3.5                         | Cram Competition               | 20       | 16    | 0      | 0     | 0            | 1    | 27    |
| 2008  | Формула-Рено 3.5                         | P1 Motorsport                  | 22       | 17    | 0      | 0     | 0            | 5    | 25    |
| 2008  | Porsche Carrera Cup GB                   | Team Eurotech                  | 10       | 6     | 0      | 0     | 0            | 15   | 17    |
| 2009  | Indy Lights                              | Panther Racing                 | 16       | 15    | 0      | 0     | 0            | 237  | 14    |
| 2010  | Indy Lights                              | Sam Schmidt Motorsports        | 11       | 12    | 1      | 3     | 0            | 312  | 5     |
| 2011  | IndyCar Series                           | Conquest Racing                | 36       | 1     | 0      | 0     | 0            | 32   | 38th  |
| 2011  | IndyCar Series                           | Rahal Letterman Lanigan Racing | 30       | 1     | 0      | 0     | 0            | 32   | 38th  |
| 2012  | Auto GP World Series                     | Campos Racing                  | 1        | 2     | 0      | 0     | 0            | 5    | 20    |
| 2013  | IndyCar Series                           | Dale Coyne Racing              | 18/63    | 4     | 0      | 0     | 0            | 34   | 31    |
| 2014  | IndyCar Series                           | Dale Coyne Racing              | 63       | 1     | 0      | 0     | 0            | 21   | 33    |
| 2015  | IndyCar Series                           | Dale Coyne Racing              | 19/63    | 6     | 0      | 0     | 0            | 76   | 27    |
| 2016  | IndyCar Series                           | Dale Coyne Racing              | 19/63    | 2     | 0      | 0     | 0            | 46   | 29    |
| 2017  | IndyCar Series                           | Dale Coyne Racing              | 63       | 1     | 0      | 0     | 0            | 32   | 30    |
| 2019  | IndyCar Series                           | Clauson-Marshall Racing        | 6        | 1     | 0      | 0     | 0            | 0    | 31    |